# Cassipourea nana
Cassipourea nana är en tvåhjärtbladig växtart som beskrevs av Franciscus Jozef Breteler. Cassipourea nana ingår i släktet Cassipourea, och familjen Rhizophoraceae. Inga underarter finns listade i Catalogue of Life.